# Gustav Theill
Gustav Theill (* 21. Januar 1886 in Remscheid; † 7. Februar 1963) war ein deutscher Fabrikant und Politiker der CDU.

## Ausbildung und Beruf
Gustav Theill trat nach dem Besuch des Realgymnasiums in die Metallfabrik der Familie in Remscheid ein. Diese beim Bombenangriff auf Remscheid am 31. Juli 1943 größtenteils zerstörte Fabrik wurde nach dem Zweiten Weltkrieg wieder aufgebaut. 

## Politik
Politisch engagierte sich Theill vor 1933 im Christlichen Volksdienst. Für diesen war er seit 1926 Leiter der Kreisgruppe. Er gehörte 1934 zu den Teilnehmern der Barmer Bekenntnissynode, die die Barmer Theologische Erklärung verfasste, und engagierte sich seitdem bis zum Ende des Dritten Reiches in der Bekennenden Kirche. Er war nach 1945 einer der Mitbegründer der CDU. Außerdem gehörte er seit 1945 dem Provinzialkirchenrat der Evangelischen Kirche der Rheinprovinz an. Seit 1948 war er Mitglied in der Kirchenversammlung der Evangelischen Kirche.
Gustav Theill gehörte dem Ersten und Zweiten Ernannten Landtag von Nordrhein-Westfalen in den Jahren 1946 und 1947 an. Danach war er bis 1950 Mitglied des ersten direkt gewählten Landtags von Nordrhein-Westfalen als Abgeordneter für den Wahlkreis Düsseldorf-West.
Nach Theill ist in Remscheid eine Straße benannt. Theill ist der Vater des Komponisten und Musikwissenschaftlers Gustav Adolf Theill und des Kirchenmusikers und Kirchenmusikdirektors Hans Martin Theill.